# 1930 au Maroc
Chronologie du Maroc
- 1926
- 1927
- 1928
- 1929
- 1930
- 1931
- 1932
- 1933
- 1934

Cet article présente les faits marquants de l'année 1930 au Maroc ou relatifs au Maroc.

## Événements
- Effectifs militaires français au Maroc : 75 326 [1].
- 16 mai : dahir berbère instaurant des tribunaux coutumiers au Maroc[2].